# 子宫肌层
子宫肌膜（英語：myometrium），也称子宫肌层，是子宫壁的中间层，包括主要的子宫平滑肌细胞（uterine smooth muscle，也称子宫肌），也包括一些间质及血管组织。它主要的功能是进行子宫收缩。